# 草地狀元 (專輯)
草地狀元是澎恰恰的首張全創作迷你專輯。

## 過程
在澎恰恰跟許效舜與鄭進一共同發行《口白歪歌系列Ⅱ 簡簡單單》的不久，三立電視節目《草地狀元》在2000年9月舉辦了「看草地狀元 拿溫馨好禮」活動，其中獎品有澎恰恰的《草地狀元》EP。這張是澎恰恰出道以來的第一張全創作EP，共收錄了《草地狀元》節目的同名片尾曲以及沒有發表過的最新六首創作單曲；而且此專輯的每一首歌曲都有搭配的口白。後來，《草地狀元》節目在2002年的11月11日出版了《草地狀元》一書，並且把澎恰恰的《草地狀元》EP重新出版後附贈於該書。

## 專輯曲目
1. 草地狀元
2. 木屐
3. 阿母的紅龜粿
4. 紅心肝
5. 遙遠的祝福
6. 花蕊
7. 朋友歌

## 資料來源
- 三立台灣台《草地狀元》官方網頁 （页面存档备份，存于）